# Лубни
Лубни (укр. Лубни) град је Украјини у Полтавској области. Према процени из 2012. у граду је живело 47.881 становника.

## Становништво
Према процени, у граду је 2012. живело 47.881 становника.
| 1979.  | 1989.  | 2001.  | 2012.  |
| ------ | ------ | ------ | ------ |
| 54.216 | 59.478 | 52.572 | 47.881 |